# Кукша (приток Томи)
Кукша — река в России, протекает по Новокузнецкому району Кемеровской области.
Устье реки находится в 523 км по левому берегу реки Томь. Длина реки составляет 11 км.

## Данные водного реестра
По данным государственного водного реестра России относится к Верхнеобскому бассейновому округу, водохозяйственный участок реки — Томь от города Новокузнецк до города Кемерово, речной подбассейн реки — Томь. Речной бассейн реки — (Верхняя) Обь до впадения Иртыша.